# 彭桥乡
彭桥乡，是中华人民共和国河南省驻马店市正阳县下辖的一个乡镇级行政单位。

## 行政区划
彭桥乡下辖以下地区：
彭桥村、大陈村、小赵村、大刘村、王店村、何庄村、板桥村、新店村和老店村。